# Коцежев-Пулноцни
Коцежев-Пулноцни (пол. Kocierzew Północny) — село в Польщі, у гміні Коцежев-Полудньовий Ловицького повіту Лодзинського воєводства.
Населення — 271 особа (2011).
У 1975-1998 роках село належало до Скерневицького воєводства.

## Демографія
Демографічна структура станом на 31 березня 2011 року:
|          | Загалом | Допрацездатний вік | Працездатний вік | Постпрацездатний вік |
| -------- | ------- | ------------------ | ---------------- | -------------------- |
| Чоловіки | 140     | 26                 | 97               | 17                   |
| Жінки    | 131     | 30                 | 66               | 35                   |
| Разом    | 271     | 56                 | 163              | 52                   |